# かなつ久美
かなつ 久美（かなつ くみ、1964年8月31日 - ）は、日本の漫画家。別名「星野美玲」。

## 来歴
神奈川県川崎市出身。1990年角川書店「ヤングロゼ」にてデビューする。趣味は美容と健康。愛犬と遊ぶこと・仕事・犬の仮ママボランティア。代表作は「OLヴィジュアル系」近年は美容本を上梓。

## 作品リスト
- イヌバカ！
- OLヴィジュアル系
- 生大根ダイエット 決定版
- 緋色-HERO　全6巻
- ひねって伸ばす　仙骨ウォーキングでバービー体型になる！
- −１５歳！美魔女エンヌへの道のり
- 自力ケア＆他力ケアで１０年前よりもっと輝く美魔女になる
- いつもの下着＆なでるケアで美ラインになる!
- おっぱい浴＆ブラジャー体操で　美バストになる！
- 美トイレ毒出しダイエット
- 着圧レギンス入浴法で美脚＆美尻になる
- 頭しぼり&リンパつぼで小顔になる
- 「美女RUN」でもっともっとキレイになる ~正しく走って、スタイルアップ!&美しく~
- ドッグヨガで愛犬も私も元気!
- 肩甲骨ユルユル体操で女優体型になる
- 美人の教科書　キレイになるための美知識Q&A
- 35歳からもっとキレイになる
- ビバ・オヤジ酒場―酔っ払いヴィジュアル系
- だって一度の人生だもん❤
- ちきゅうのまんなか
- 社内恋愛神経衰弱